# Džarilgač
Džarilgač (ćirilica: Джарилгач) je pješčani sprud u Skadovskom okrugu Hersonske oblasti u blizini Krima u Ukrajini. Uz otok Tendra koji se nalazi na zapadu, u prošlosti je bio prevlaka koji su Grci nazivali "Ahilov kurs". Na zapadu se proteže kao prevlaka i kao sprud, koji ponekad presuši i spoji s kontinentalnim dijelom Hersonske oblasti u blizini grada Lazurne. Širi dio nekada se zvao Tamyraca. Ime je dobio po drevnom gradu Tamyraca smještenom na kopnu s druge strane zaljeva.
Preko puta otoka, iza zaljeva Džarilgač nalazi se grad Skadovsk. Džarilgač i njegov zaljev dio su Nacionalnog parka prirode Džarilgač.
Njegova površina je 56 km2, a dužine 42 km čine ga najvećim pješčanim sprudom u Crnom moru, koji se nalazi u Karkinitskom zaljevu. Otok ima čiste pješčane plaže i mineralne izvore. U sredini otoka nalazi se izvor slatke vode, a po cijelom je teritoriju razasuto više od četiri stotine malih slanih jezera. Jedinstvena flora i fauna Džarilgača dobro je očuvana. Stanište je divljih svinja, jelena, muflona, kao i brojnih galebova i vranaca, rakova i škampa.

## Ruska invazija Ukrajine
U proljeće 2023. Ruska vojska je prekrila prijelaz do otoka pijeskom, trajno ga povezujući s okupiranim dijelom regije Herson u Ukrajini. Rusi su na otoku stvorili i vojno vježbalište.
U kolovozu 2023. godine na otoku je izbio požar velikih razmjera. Vatra je uništila više od 1500 hektara površine prirodnog rezervata na otoku.

## Galerija
- Plaža Džarilgač
- Masovna grobnica sovjetskih vojnika
- Plaža s pristaništem (2013.)
- "Plaža kornjača" (2013.)
- Stari svjetionik
- Još jedna plaža s dva svjetionika u pozadini, starim i novim (2012.)
- Karta južne Ukrajine prije Drugog svjetskog rata na kojoj je Džarilgač  pješčani sprud, a ne otok.

## Vanjske poveznice
- zatyshny.com.ua
- brama.com  Arhivirana inačica izvorne stranice od 3. ožujka 2016. (Wayback Machine)
- Fotogalerija otoka Dzharylgach  Arhivirana inačica izvorne stranice od 25. siječnja 2021. (Wayback Machine)